# Wiśniów (Lublin)
Pour les articles homonymes, voir Wiśniów.
Wiśniów (prononciation : [ˈvʲiɕɲuf]) - (en Ukrainien: Вишнів, Vyshniv) est un village polonais de la gmina de Gorzków dans le powiat de Krasnystaw de la voïvodie de Lublin dans l'est de la Pologne.
Il se situe à environ 11 kilomètres au sud-ouest de Krasnystaw (siège du powiat) et 47 kilomètres au sud-est de Lublin (capitale de la voïvodie).
Le village compte approximativement une population de 150 habitants.

## Histoire
De 1975 à 1998, le village est attaché administrativement à la Voïvodie de Zamość.

Depuis 1999, il fait partie de la nouvelle voïvodie de Lublin.